# Giới indie
Giới indie, hay còn gọi là giới âm nhạc indie hoặc làng nhạc indie, là cộng đồng các ban nhạc định hướng indie (hay cụ thể hơn là thiên hướng indie rock/indie pop) và đối tượng khán thính giả của họ được khu biệt hóa trong phạm vi giới hạn. Giới nhạc địa phương hay bản địa có thể đóng vai trò chủ chốt trong lịch sử âm nhạc và dẫn đầu sự phát triển các dòng nhạc có sức ảnh hưởng, ví dụ như: nhạc no wave đến từ thành phố New York, nhạc Madchester từ thành phố Madchester nước Anh và nhạc grunge đến từ thành phố Seattle nước Mỹ.
Giới indie thường được lập ra để phản kháng lại giới thịnh hành hay nhạc đại chúng nói chung. Những cộng đồng này được tạo ra để làm đối trọng với nền văn hóa và âm nhạc thịnh hành, và thường đóng góp vào sự hình thành những bản sắc đối lập giữa những cá nhân bên trong nền âm nhạc.

## Những giới âm nhạc indie tiêu biểu

### Khu vực Australasia

#### Úc
- Thành phố Melbourne, nước Úc

#### New Zealand
- Thành phố Dunedin, New Zealand

### Khu vực Bắc Mỹ

#### Canada
- Thành phố Toronto, tỉnh Ontario
- Thành phố Montréal, tỉnh Québec
- Thành phố Halifax, tỉnh Nova Scotia

#### Hoa Kỳ
- Thành phố Athens, bang Georgia
- Thị trấn Chapel Hill, bang North Carolina
- Thủ đô Washington, D.C.
- Thành phố Los Angeles, bang California
- Thành phố Chicago, bang Illinois
- Thành phố New York
- Thành phố Baltimore, bang Maryland
- Thành phố Seattle, bang Washington
- Thành phố Minneapolis, bang Minnesota
- Thành phố Portland, bang Oregon
- Thành phố Olympia, bang Washington
- Thành phố Austin, bang Texas
- Thành phố Omaha, bang Nebraska
- Thành phố Akron, bang Ohio

### Châu Âu
- Thành phố Nantes, nước Pháp
- Thủ đô Berlin, nước Đức
- Thành phố Hamburg, nước Đức
- Thành phố Barcelona, Tây Ban Nha